# Pilea brassii
Pilea brassii är en nässelväxtart som beskrevs av Chew och P. van Royen. Pilea brassii ingår i släktet pileor, och familjen nässelväxter. Inga underarter finns listade i Catalogue of Life.